# 荒木正見
荒木 正見（あらき まさみ、1946年11月23日 - ）は、日本の哲学者・歌人・評論家。哲学・論理学・倫理学を軸として、心理学・医学・文学・スポーツ科学等との学際的研究、講義と著述、評論、実践指導。短歌、エセー等創作。尾道学の提唱者である。
福岡県生まれ。福岡県立小倉高等学校卒、1971年名古屋大学文学部哲学科卒業。1977年九州大学大学院文学研究科哲学・哲学史専攻科博士課程単位取得退学。1978年梅光女学院大学専任講師、84年助教授、1990年福岡女学院大学助教授、94年教授、2001年日本赤十字九州国際看護大学教授、福岡歯科大学教授、文京学院大学教授。文学博士（ph.d.）。名誉博士（フィリピン国立サマール大学）

## 著書
- 『時間暖流 短詩集』新短歌社 新短歌叢書 1976
- 『時間学舎 作品集』芸術と自由社 新短歌普及シリーズ 1980
- 『時間連山』新短歌社・新短歌叢書第123編／葉文舎
- 『昔話と人格発達 コード分析試論』九州大学出版会 1985
- 『現象としての人格発達』中川書店 1992
- 『尾道という場所論 志賀直哉・小林和作・大林宣彦の風景』中川書店 1993
- 『共時的解釈の方法』中川書店 1994
- 『人格発達と癒し 昔話解釈・夢解釈』ナカニシヤ出版 2002
- 『昔話心理占い 癒しのためのアドバイス』中川書店 2006

### 共編著
- 『心身症と箱庭療法』荒木登茂子編著 共著 中川書店 1994
- 『尾道を映画で歩く 映像と風景の場所論』編著 鈴木右文共著 中川書店 1995
- 『人間、何処からどこへ 哲学の試み』井上義彦,波多江忠彦共編 ナカニシヤ出版 1998
- 『尾道学と映画フィールドワーク』編著 鈴木右文共著 中川書店 2003
- 『場所論と癒し』編著 入江正洋, 荒木登茂子著 ナカニシヤ出版 2003
- 『三浦綾子の癒し 人間学的比較研究』編著 中川書店 2004
- 『芥川龍之介の癒し 比較論的研究』編著 中川書店 2005
- 『医療コミュニケーション 医療従事者と患者の信頼関係構築』荒木登茂子共著 日本医療企画 医療経営士テキスト 上級　2010

## 論文
- Cinii